# 洞泉房性善
性善（しょうぜん、延宝4年（1676年）- 宝暦13年（1763年）は、江戸時代の真言宗の僧。字は洞泉（とうせん）、実名は性善（しょうぜん）。東大寺戒壇院および真言院長老を勤めた。
醍醐寺報恩院法務大僧正寛順の嫡弟。法兄には運助がある。はじめ祐誉と名乗るが醍醐寺を離れると槙尾山西明寺において受戒し、名を性善に改めた。寛順大僧正が後七日御修法を勤修される時には運助とともに職衆として頻繁に出仕している。三宝院流憲深方（報恩院流）の正嫡として名高く、醍醐寺を離れた後は戒律を厳しく守り貞福律寺に庵を結び、東大寺戒壇院の長老となる。高野山円通律寺の妙瑞に報恩院流の伝授を請われ、三宝院流と因縁の深い高野山琳賢の旧跡弥勒院において伝授を行う。その法流は後に洞泉相承として高野山に継承された。なお醍醐寺は「現在、醍醐寺三宝院はこの次第相承「三宝院憲深方洞泉相承」を以って伝授を行っている」と述べているが、同寺が発行している血脈には性善の名はなく、実質的に定済方（宝池院流）である。弟子には智積院の名僧動潮、高野山の真別所妙瑞などがいる。